# Manuel Montenegro Murciano
Manuel Montenegro Murciano (Almeria, 1899 - Madrid, 12 de juny de 1960) fou un futbolista espanyol de la dècada de 1910.

## Trajectòria
La major part de la seva trajectòria la passà al Recreativo de Huelva, on jugà a començament i final de la dècada de 1910. La temporada 1915-16 va pertànyer al Reial Madrid, mentre que la 1916-17 jugà al Terrassa FC i la 1917-18 fou membre del FC Barcelona.